# Jan Marcell
Jan Marcell (Brno, 4 giugno 1985) è un pesista e discobolo ceco.

## Palmarès
| Anno | Manifestazione  | Sede       | Evento           | Risultato | Prestazione | Note                          |
| ---- | --------------- | ---------- | ---------------- | --------- | ----------- | ----------------------------- |
| 2004 | Mondiali U20    | Grosseto   | Getto del peso   | 31º (q)   | 16,64 m     |                               |
| 2007 | Europei U23     | Debrecen   | Getto del peso   | 7º        | 18,42 m     | Miglior prestazione personale |
| 2007 | Europei U23     | Debrecen   | Lancio del disco | Argento   | 58,48 m     |                               |
| 2008 | Giochi olimpici | Pechino    | Lancio del disco | 28º (q)   | 59,52 m     |                               |
| 2009 | Universiadi     | Belgrado   | Lancio del disco | 9º        | 57,74 m     |                               |
| 2010 | Mondiali indoor | Doha       | Getto del peso   | 12º (q)   | 20,04 m     |                               |
| 2010 | Europei         | Barcellona | Lancio del disco | 23º (q)   | 58,95 m     |                               |
| 2011 | Mondiali        | Taegu      | Getto del peso   | 19º (q)   | 19,51 m     |                               |
| 2011 | Mondiali        | Taegu      | Lancio del disco | 13º (q)   | 62,29 m     |                               |
| 2014 | Europei         | Zurigo     | Getto del peso   | 6º        | 20,48 m     |                               |
| 2015 | Europei indoor  | Praga      | Getto del peso   | 15º (q)   | 19,45 m     |                               |
| 2015 | Mondiali        | Pechino    | Getto del peso   | 10º       | 19,69 m     |                               |

## Campionati nazionali
- 2 volte campione nazionale nel getto del peso (2011, 2014)
- 3 volte nel getto del peso indoor (2011/2012, 2015)
- 2 volte nel lancio del disco (2009, 2011)

2006
- 4º ai campionati nazionali cechi, lancio del disco - 54,00 m

2007
- Argento ai campionati nazionali cechi, getto del peso - 17,60 m
- 5º ai campionati nazionali cechi, lancio del disco - 54,74 m

2008
- Bronzo ai campionati nazionali cechi indoor, getto del peso - 17,37 m
- Argento ai campionati nazionali cechi, lancio del disco - 61,57 m

2009
- Oro ai campionati nazionali cechi, lancio del disco - 59,45 m

2011
- Oro ai campionati nazionali cechi indoor, getto del peso - 19,22 m
- Oro ai campionati nazionali cechi, getto del peso - 19,41 m
- Oro ai campionati nazionali cechi, lancio del disco - 65,71 m

2012
- Oro ai campionati nazionali cechi indoor, getto del peso - 19,29 m

2013
- 6º ai campionati nazionali cechi, getto del peso - 19,13 m

2014
- Argento ai campionati nazionali cechi indoor, getto del peso - 19,51 m
- Oro ai campionati nazionali cechi, getto del peso - 20,48 m

2015
- Oro ai campionati nazionali cechi indoor, getto del peso - 20,71 m

## Altre competizioni internazionali
2014
- 11º in Coppa Europa invernale di lanci ( Leiria), getto del peso - 18,97 m
- 4º al Ludvik Danek Memorial ( Turnov), getto del peso - 19,26 m
- 9º al Ludvik Danek Memorial ( Turnov), lancio del disco - 58,03 m
- Argento al Golden Spike ( Ostrava), getto del peso - 20,74 m
- 6º agli Europei a squadre ( Braunschweig), lancio del disco - 61,91 m
- 6º all'ISTAF Berlin ( Berlino), getto del peso - 20,46 m